# Kanton Gentioux-Pigerolles
Gentioux-Pigerolles is een voormalig kanton van het Franse departement Creuse. Het kanton maakte deel uit van het arrondissement Aubusson. Het werd opgeheven bij decreet van 17 februari 2014, met uitwerking op 22 maart 2015. Alle gemeenten werden toegevoegd aan het kanton Felletin.

## Gemeenten
Het kanton Gentioux-Pigerolles omvatte de volgende gemeenten:
- Faux-la-Montagne
- Féniers
- Gentioux-Pigerolles (hoofdplaats)
- Gioux
- La Nouaille
- Saint-Marc-à-Loubaud
- La Villedieu